# Satisfaction Is the Death of Desire
Satisfaction Is the Death of Desire is het tweede studioalbum van de metalcoreband Hatebreed, uitgebracht 11 november 1997.

## Tracklist
1. "Empty Promises" – 1:18
2. "Burn the Lies" – 1:45
3. "Before Dishonor" – 2:49
4. "Puritan" – 2:11
5. "Conceived Through an Act of Violence" – 1:44
6. "Afflicted Past" – 1:41
7. "Prepare for War" – 2:00
8. "Not One Truth" – 2:02
9. "Betrayed by Life" – 1:39
10. "Mark My Words" – 1:51
11. "Last Breath" – 1:33
12. "Burial for the Living" – 1:40
13. "Worlds Apart" – 2:04
14. "Driven by Suffering" – 1:48